# Svarta september

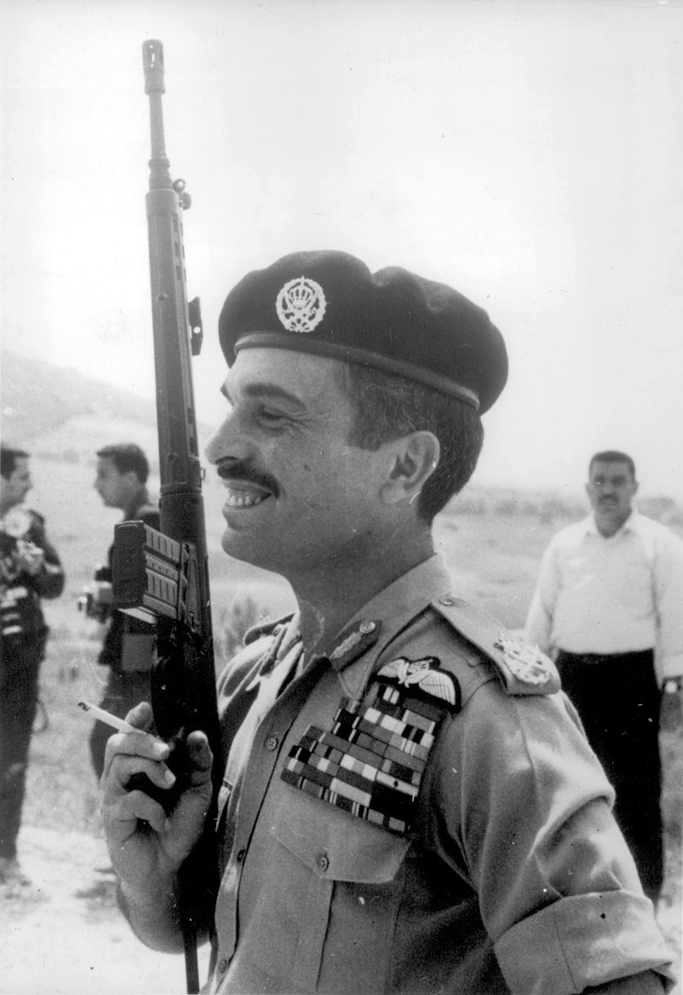
Kung Hussein beväpnad med en Heckler & Koch G3 i september 1970.

Svarta september är benämningen på de strider som fördes i september 1970 i Jordanien.

## Bakgrund
Efter sexdagarskriget juni 1967 kom många människor att fly från Västbanken, till Jordanien. Sedan tidigare bodde 650 000 palestinier i landet. Kungariket Transjordanien, som grundades 1946 och som blev Jordanien i och med ockupationen av Västbanken i 1948 års krig mot den nybildade staten Israel, hade kallats Östpalestina av britterna från och med första världskriget. Nu kom ytterligare 200 000 flyktingar från Västbanken. Dessa palestinier blev därmed en stor grupp i Jordanien, som ju redan bestod av mestadels infödda palestinier. Många deltog i olika palestinska rörelser och redan den 28 juni 1967 inleddes olika militära aktioner mot de israeliska styrkorna på andra sidan Jordanfloden. Från jordanskt territorium utförde Fatah olika räder mot den ockuperade Västbanken. Efter att en skolbuss sprängdes i luften när den körde på en mina (en vuxen dödades, flera skolbarn sårades) den 18 mars 1968 bestämde sig Israel för att slå tillbaka.
Yassir Arafat ledde Fatah, en del av PLO, paraplyorganisationen för de palestinska motståndsorganisationerna och hade sitt högkvarter i flyktinglägret Karameh. Tidigt på morgonen den 21 mars gick israeliska styrkor över Jordanfloden. Medan stridsvagnar anföll västerifrån landsattes fallskärmsjägare på andra sidan lägret. När jordanskt artilleri besköt israelerna anfölls dessa av det israeliska flygvapnet. Under striderna i flyktinglägret Karameh raserades alla hus i lägret utom moskén. Sent på eftermiddagen drog sig israelerna tillbaka. Trots stora förluster utropade sig Fatah till den politiske segraren, trots att de israeliska förlusterna främst orsakades av den reguljära jordanska armén.
Många palestinier och andra araber anslöt sig till PLO:s olika grupper. De fortsatta attackerna som dessa grupper gjorde mot andra sidan Jordanfloden, bland annat mot den av Israel ockuperade Västbanken, bemöttes hårt av Israel. I de FN-byggda flyktinglägren hade den jordanska polisen redan tappat allt inflytande och när palestinska motståndsmän tog sig till större städer uppträdde de ofta på ett sätt som störde ordningen. Många uppträdde i kamouflagekläder och beväpnade med AK-47 krävde de "frivilliga bidrag" till sin väpnade kamp. Palestinska grupper satte upp vägspärrar. Jordaniens kung Hussein var oroad, då många av palestinierna var motståndare till kungen samtidigt som han trodde att de väpnade anfallen på Västbanken gjorde det svårare att nå en uppgörelse med Israel om att återlämna Västbanken.
I februari 1970 utsågs Rasoul Kilani till premiärminister och han förbjöd bärandet av eldvapen i städer och krävde att alla motorfordon måste registreras. För att minimera risken för strider mellan gerillan och armén fick armén hålla sig vid sina regementen. Hussein fick löften av Arafat att han skulle hålla ordning men då gerillan var splittrad i olika grenar fungerade inte det. I början av juni utbröt nya strider. Den 9 juni utbröt skottlossning när kungen passerade en vägspärr. Den 10 juli ingicks ett avtal mellan kungen och paraplyorganisationen Palestinska Motståndsrörelsen, PRM, som gick med på att inte bära vapen i städerna.

## Striderna
Den 1 september 1970 gjordes ännu ett försök att döda kungen när denne var på väg ut till Ammans flygplats. Den 6 september lyckades den marxistiska motståndsrörelsen Folkfronten för Palestinas befrielse, PFLP få hela världens uppmärksamhet när PFLP kapade tre passagerarplan och flög dessa till Dawson's Field utanför Zerqa. I Amman och andra städer utbröt skottlossning mellan rivaliserande palestinska grupper. Så länge kaparna hade oskyldiga människor i sitt våld kunde Hussein inte låta armén ingripa, och han fick personligen ingripa när arméenheter försökte ta sig in i Amman för att strida mot palestinska grupper. Premiärministern förhandlade med Arafat om att gerillan måste lämna städerna men det stod klart att Arafat inte hade tillräckligt inflytande för att genomföra det.
Den 16 september utsåg kungen en ny militärregering och armén omringade Amman och andra städer. Dagen efter gick 1:a infanteriregementet och den 4:e mekaniserade divisionen in i Amman med stöd av den 60:e pansarbrigaden. Gerillan försvarade sig med handeldvapen och pansarbrytande raketer. Armén anföll även palestinska grupper i andra städer som Irbid, Jerash och Zerqa.
På morgonen den 20 september blev läget kritiskt när syriska trupper gick över gränsen med två pansarbrigader. Strider utbröt mellan de syriska styrkornas sovjetiska stridsvagnar, T-54 och T-55, och Jordaniens brittiska Centurion-stridsvagnar. Beskjutna av det jordanska flygvapnet blev syrierna tvungna att dra sig tillbaka den 23 september.
Sudans president Nimeiry försökte arrangera ett eldupphör och den 25 september gick Arafat med på detta. Därefter lyckades Arafat ta sig ut ur Jordanien till Kairo där Egyptens president Nasser tog emot honom. Den 27 september kom Hussein till Kairo för överläggningar. Både Arafat och Hussein var beväpnade med handeldvapen och mötet rörde upp starka känslor mellan de två ledarna. Hussein gick med på ett avtal där båda sidor sågs som segrare.
Antalet dödade i striderna är oklara, men troligtvis rör det sig om 1 500 – 2 000 personer. Enligt Röda korset dödades 1 600 personer under striderna.

## Efteråt
Vad som försvagade palestinierna var troligen inte den jordanska militärmakten utan händelser utanför landet som gjorde att deras politiska stöd minskade. Den 28 september dog president Nasser i en plötslig hjärtattack och den 13 november gjordes en statskupp i Syrien där försvarsministern Hafez al-Assad blev premiärminister.
Den 31 oktober tvingades Arafat att skriva under ett nytt avtal där palestinierna förband sig att inte bära vapen och erkänna de jordanska myndigheternas överhöghet. Striderna fortsatte på en lägre nivå mellan palestinska grupper och den jordanska armen under 1971. På sikt tvingades de palestinska grupperna att lämna Jordanien och istället etablerade de sig i Libanon där deras närvaro kom att spela en roll i inbördeskriget där.
Den 28 november 1971 mördades Jordaniens premiärminister Wasfi al-Tal av en palestinsk grupp som kallade sig Svarta september. 1972 utförde denna grupp ett terrorattentat vid de olympiska spelen i München.